# De Vooruitgang Norg
De Vooruitgang Norg is de enige muziekvereniging uit Norg. In 2010 vierde zij haar 100-jarig bestaan. De Vooruitgang startte als een harmonievereniging. Anno 2014 maken een harmonie, malletband, majorettes en een jeugdorkest onderdeel uit van de vereniging. 
De Vooruitgang werd officieel opgericht op 10 juni 1910 in het café van Luute Hof in Norg. De eerste dirigent was de heer Van Buren Jr. uit Veenhuizen. Sinds september 2010 staan de harmonie en het jeugdorkest onder leiding van Wilma Hooijsma. De malletband staat muzikaal en mars-technisch onder leiding van Bert van Dijk.